# جنگ‌های ایلام و آشور

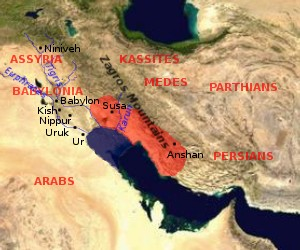
نقشهٔ ایلام و بابل

جنگ‌های ایلام و آشور از زمان سارگن دوم (دوران حکمرانی ۷۲۲–۷۰۵ پ. م) آغاز شد و به غیر از جنگ‌های پراکنده و کوچک، ۷ دورهٔ جنگی مشخص را شامل می‌شود. آخرین این جنگ‌ها در ۶۴۵ پ.م. حادث شد و با پیروزی آشور بانیپال پادشاه نیرومند آشور و نابودی ایلام به پایان رسید.

## تاریخچهٔ مربوط به ایلام
|               | عهد                                       | همسایگان            | وقایع |
| ------------- | ----------------------------------------- | ------------------- | --- |
| عهد اول ایلام | از زمان‌های بسیار کهن تا ۲۲۲۵ پیش از میلاد | سومر و اکد          | در سال ۲۲۸۰ پادشاه ایلام کودورنان خوندی پادشاهی سومر را برانداخت و تندیس ایزدبانوی نانای را از پایتخت سومر به ایلام برد.                 |
| عهد دوم ایلام | از ۲۲۲۵ تا ۷۴۵ پیش از میلاد               | بابل                | حمله و غلبهٔ سامی‌نژادان بر سومریان و اکدیان و تشکیل دولت بابل                                                                             |
| عهد سوم ایلام | از ۷۴۵ تا ۶۴۵ پیش از میلاد                | آشوریان، پارس و ماد | شکست و الحاق بابل به آشور توسط نبونصیر پادشاه آشور در سال ۷۳۲ اتحاد ایلام با مردم زیر سلطهٔ بابل بر ضد آشور شروع حملهٔ سارگون دوم به ایلام |

## تاریخچهٔ مربوط به آشور
|            | زمان                        | وقایع |
| ---------- | --------------------------- | --- |
| آشور قدیم  | از ۱۵۰۰ تا ۹۰۰ پیش از میلاد | بزرگترین پادشاه این دوره تیگلات پیلسر است. آشور فتوحات زیادی در بابل و ایران و جاهای دیگر می‌کند. بابل نیز موفق می‌شود دو بار آشور را دست نشاندهٔ خود کند. حمله و غلبهٔ سامی‌نژادانی به نام آرامیان به بابل و آشور انقراض دولت آشور به دست آرامیان |
| آشور میانه | از ۹۰۰ تا ۷۴۵ پیش از میلاد  | غلبهٔ آشور بر آرامیان و تشکیل دوبارهٔ دولت آشور. بزرگترین پادشاه آشور در این دوران آشور نصیرپال، حدود آشور را از نظر وسعت به حدود زمان تیگلات پیلسر می‌رساند. در سال ۷۴۴ و لشکرکشی سپاه آشور دو استان جدید در نجد ایران زیر فرمان آشوریان تشکیل شد که یکی پارسوا در راه کاروانرو و کهنی که به کرمانشاه کنونی می‌رفت و دیگری بیت خمبان (بیت-همبان) در جنوب آن بود. |
| آشور نو    | از ۷۴۵ تا ۶۰۵ پیش از میلاد  | پادشاه معروف این دوره یکی تیگلات پیلسر سوم است که به بابل قشون کشی و مطیع کرد و همچنین آرامی‌ها و کلدانی‌ها را شکست داد و دیگری سارگون دوم که به عیلام حمله کرد. |

## جنگ نخست یا جنگ دوریلو

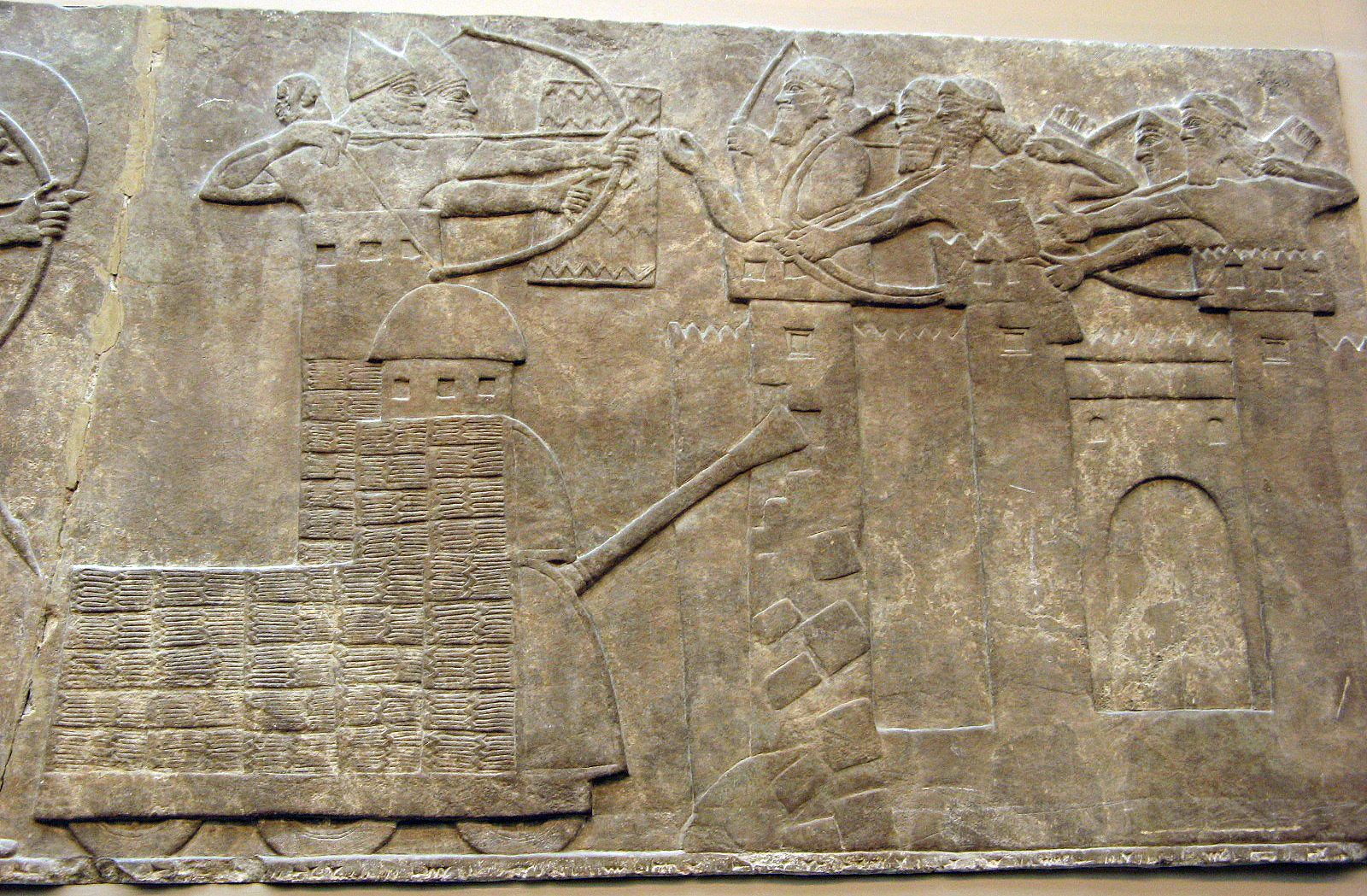
سپاه آشور درحال حمله به یک شهر

در زمان تیگلات پیلیسر سوم دولت مردمان کوهستانی که مابین عیلام و آشور زندگی می‌کردند، مطیع دولت آشور شدند و پس از آن این دو دولت با یکدیگر همسایه گردیدند. در این زمان بابل تحت تسلط آشور قرار داشت. دولت عیلام قصد داشت با مردم بابل که از اشغال کشورشان ناراضی بودند، متحد شود. سارگن دوم (دوران حکمرانی ۷۲۲–۷۰۵ پ. م) امپراتور آشور، همین که از این اتحاد آگاهی یافت، فرصت به متحدین نداد و به هر دو جناح حمله کرد، اما نتوانست در داخل عیلام پیشرفتی حاصل کند و جنگ بدون نتیجه برای هر دو طرف به پایان رسید و در معنی آشوریان شکست خوردند. این جنگ به جنگ دوریلو (به انگلیسی: Durilu) موسوم است.

## جنگ دوم
بعد از سارگون دوم، سناخریب به پادشاهی رسید. در این اوان شورشی در عیلام روی داد و پادشاه عیلام کال‌لودوش، در این شورش کشته شد. پادشاه آشور از فرصت استفاده کرد و از طرف جنوب عیلام، یعنی سواحل خلیج فارس داخل جلگهٔ شوش شد. در کتیبه‌های بجا ماندهٔ آشوری آمده‌است که آشوری‌ها ۳۶ قلعه و برج را گرفتند و خراب کردند و برخی از اهالی را به اسارت به آشور بردند.

## جنگ سوم
در سال ۶۹۲ پیش از میلاد عیلامیان هوما منانو را به پادشاهی انتخاب کردند. این پادشاه سر و سامانی به قشون عیلام داد. او قشون چشمگیر و نیرومندی از مردمان دیگر فلات ایران که در این زمان آریاییان نیز جزو آنان بودند، مهیا کرد. در سال ۶۹۰ ق.م. دوباره با آشور جنگ درگرفت با وجوداینکه سردار قشون عیلام کشته شد، عیلامیان آن قدر پافشاری کردند که جنگ بی‌نتیجه ماند. سال بعد آشور به بابل حمله کرد و آنجا را تصرف کرد.
هومبان هالتاش شاه عیلام که آشور را در جاهای دیگر گرفتار دید، به بابل تاخت و تا شهر سیپ‌پار پیش رفت و با غنائمی به شوش مراجعت کرد و بعد از چند روز مرد و ب جای او، برادرش اورتاکو به تخت نشست. وی با آشور روابطی برقرار کرد؛ بدین معنی که آشور کمکی به عیلام نمود و دولت عیلام تندیس ایزد سیپ پار را که جزو غنائم آورده بود، مسترد داشت.
در زمان پادشاهی اسارهادون امپراتور آشور، این دولت به حد اعلای قدرت خود رسید. آشوریان مصر را تسخیر کردند و شاهزاده خانم‌های مصری را به اسارت به آشور بردند. غیر از عیلام در آسیای غربی دیگر دولتی نمانده بود که تابع یا دست نشاندهٔ آشور نباشد.

### ظهور پارسیان در منطقه
در سال ۶۸۹ ق. م؛ و در زمان پادشاهی پسر سارگون سناخریب، عیلام و بابل و قبایل آرامی و پارسوآش و انزان و الیپی و دیگران در مخالفت با آشور ائتلافی را ترتیب دادند. گمان نمی‌رود که پارسواش همان استان پارسوا باشد که مدت‌ها پیش به وسیلهٔ آشور اشغال گردیده‌بود، بلکه به احتمال فوی پارسوآش همان پارسیان بعدی یا بخشی از ایشان هستند. در این صورت این اولین بار است که نامی از پارسیان در تاریخ برده می‌شود. انزان (انشان، آنزان، آنچان) نیز به قسمتی از سرزمین ایلام گفته می‌شد، با این حال تعیین مرزهای دقیق آن تقریباً غیرممکن است.

### اتحاد قبایل ماد علیه آشور

سرزمین ماد در حدود ۶۷۵ پ.م.

با مرگ سارگون و در حدود سال ۷۰۰ پیش از میلاد، توجه آشوریان به نقطه‌ای دور از نجد ایران معطوف شد، این فرصت با بیم همیشگی از حملهٔ آشور موجب تشکیل اتحادیه‌ای از شاهزادگان و شهریاران ماد شد. این خود پایه‌ای بود برای تشکیل شاهنشاهی ماد، رهبران این جنبش، پیروان دیاکو (دیوکس منابع یونانی، دوران تقریبی حکمرانی از ۷۰۹ تا ۶۵۶ ق. م) نخستین پادشاه ماد بودند.

## جنگ چهارم یا جنگ توللیز

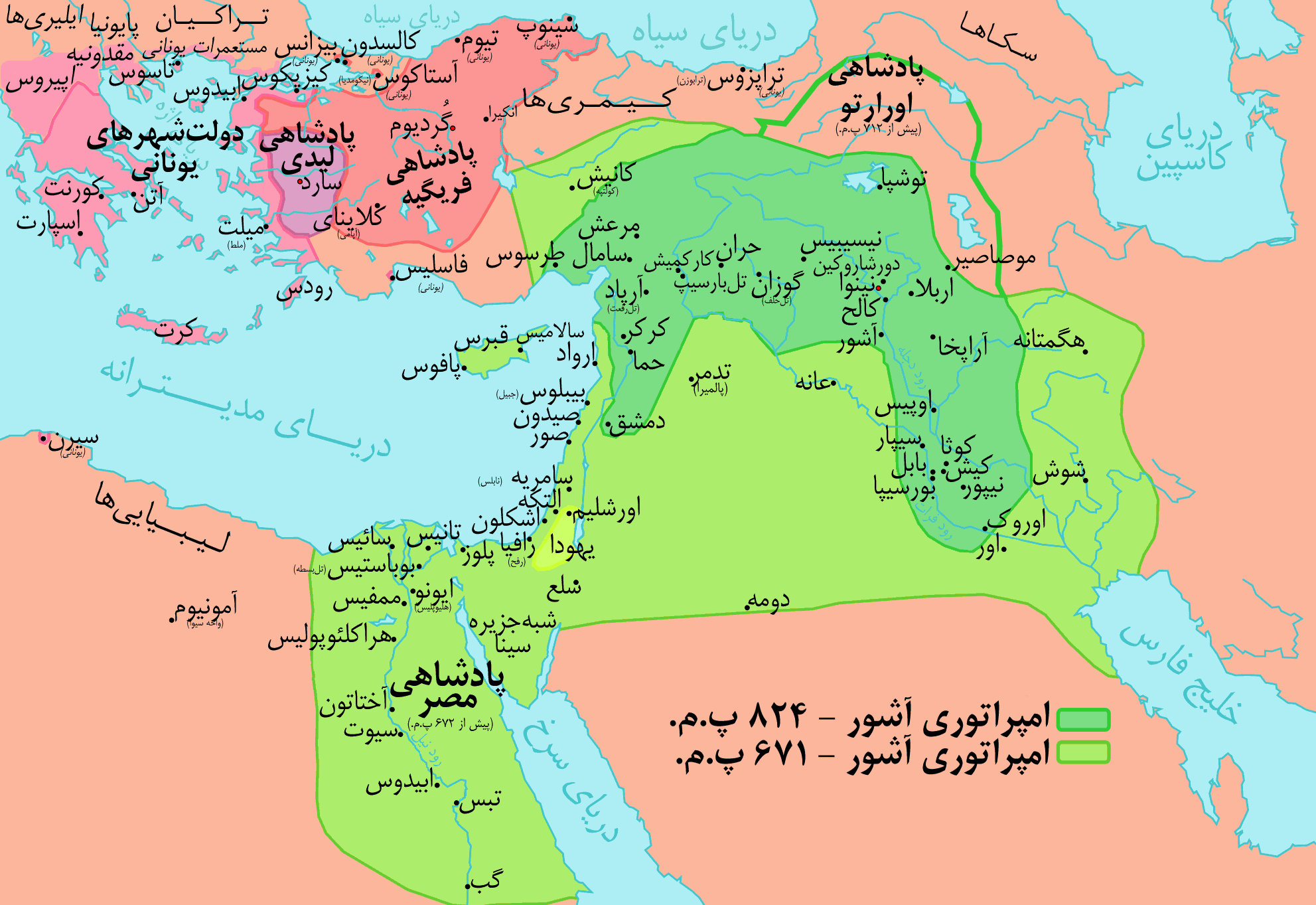
رنگ سبز تیره وسعت آشور را در سال ۸۲۴ پیش از میلاد و رنگ سبز روشن وسعت آن را در سال ۶۷۱ پیش از میلاد نشان می‌دهد. (لازم به تذکر است که این نقشه توسط کاربران ویکی‌پدیا تهیه شده‌است)

در سال ۶۶۹ پیش از میلاد آشور بنی پال به تخت آشور نشست و تمام حواس خود را به خوابانیدن شورش مصری‌ها متوجه داشت. عیلامیان از فرصت استفاده کردند و به تاخت و تاز در سرزمین بابل پرداختند و غنائمی از آنجا به دست آوردند. پس از آن که اورتاکو شاه عیلام درگذشت، برادرش تئومن بر تخت نشست. این تغییر پادشاهی برای عیلام بسیار شوم بود. شاه جدید چون می‌خواست برادرزادگان خود را به قتل برساند، پس ۶۰ تن از شاهزادگان عیلامی فرار کردند و به دربار آشور پناه بردند و پادشاه آشور با آغوش باز از آنها پذیرایی کرد، با این مقصود که بتواند از جنگ خانگی استفاده کند و عیلام را ضعیف نماید و درهم شکند. از طرف دیگر تئومن به آشور تکلیف کرد که فراریان عیلامی را مسترد دارد. آشوربانی پال جواب رد داد و بین طرفین جنگ درگرفت.
جنگ توللیز یا جنگ نخست آشوربنی پال با عیلام در سال ۶۵۹ پیش از میلاد رخ داد و شاه عیلام ت‌اومان که در این جنگ شخصاً جنگ می‌کرد، بعد از زخمی شدن به دست یک شاهزادهٔ عیلامی به دست آشوریان سر بریده شد و جنگ با شکست عیلامیان به پایان رسید. بعد از کشته شدن تئومن پسر بزرگ اورتاکو به نام خوم بان ایگاش به پادشاهی عیلام نامزد شد و آشوریان باج و خراج از عیلام گرفته به نینوا مراجعت کردند.

## جنگ پنجم
بعد از جنگ توللیز برادر آشور بنی پال که در بابل پادشاه بود، بر او یاغی گردید. در ابتدا پادشاه عیلام که دست نشاندهٔ آشور بود، بی‌طرف ماند، ولی پادشاه آشور خواست عیلامیان تندیس نانای را مسترد دارند، پادشاه عیلام در موقع بسیار ناگواری واقع شد، چه این مجسمه سده‌ها در شوش بود و چون مورد پرستش بسیاری از مردم عیلام بود، رد کردن آن با منافع پادشاهی عیلام مباینت داشت. در این احوال بابل به پادشاه عیلام باز وجهی از خزانه به بابلی‌ها داد و از جهت موقعیت سخت و بدی که داشت، مجبور شد با بابل متحد شود.
در سال ۶۵۱ پیش از میلاد روابط دو کشور در موقعیت جنگی قرار گرفت، در واقع جنگی که قطعی باشد، مابین طرفین روی نداد، بلکه آشور به اغتشاشات داخلی عیلام دامن می‌زد، چنان‌که بر اثر آن تام ماری تو برادر پادشاه عیلام، او را گرفته کشت و به تخت نشست. بعد از چندی این پادشاه هم گرفتار طغیان یکی از دست نشانده‌های خود موسوم به ایندابوغاش گردید و از او شکست خورده به طرف خلیج فارس فرار کرد و بالاخره گرفتار گردیده به نینوا به اسارت رفت. آشور بانیپال با او به مهربانی رفتار نمود زیرا او را برای اجرای خیالات خود راجع به عیلام لازم داشت.

## جنگ ششم
آشور بانیپال پس از آنکه قشون‌کشی به بابل کرد، آن را گرفت و کشتار و غارت زیادی در شهر نمود سپس تصمیم گرفت به کار عیلام خاتمه داده، خیال خود را از طرف این دشمن موروثی راحت کند. در این اوان اوضاع داخلی عیلام طوری بود که هر آن پادشاه آشور می‌توانست از اختلافات داخلی استفاده نماید. از طرف دیگر ایندابوغاش که برای کمک کردن به بابل اقدامی نکرده‌بود، پس از سقوط این شهر سفیرانی نزد پادشاه آشور فرستاد ولیکن پادشاه مزبور آنها را خوب نپذیرفت و خواست که کلدانی‌هایی را که در زمان طغیان بابل به آن کمک نموده و بعد به عیلام فرار کرده بودند، به آشور استرداد شوند و ضمناً تهدید کرد که اگر آنها را مسترد ندارد، شهرهای عیلام را خراب نموده، مردم را به اسارت خواهد برد.
در این احوال ایندابوغاش را نجبا کشته، خوم بان کالداش را به جای او بر تخت نشاندند و همزمان پادشاه آشور نیز از موقع استفاده کرد، تام ماری تو را به تخت عیلام نشانید؛ ولیکن همین که او به تخت نشست کنگاشی بر ضد آشوری‌ها ترتیب داد. مطلب قبل از اجرای آن افشا شد و بر اثر آن او را بازگرفته و در محبس انداختند و آشوریان پس از آن مملکت را غارت و با غنایم زیاد به نینوا مراجعت کردند. از جریان وقایع پیداست که نفاق داخلی برای عیلام رمقی باقی نگذاشته بود.

## جنگ هفتم

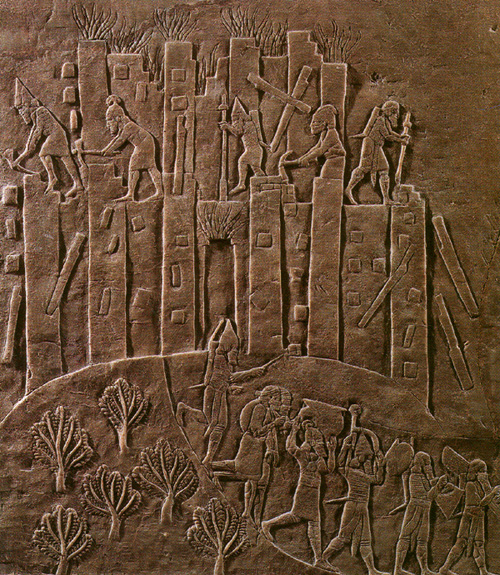
نقش برجسته‌ای که تسخیر شوش را به دست آشور به تصویر کشیده‌است.

در مورد زمان این جنگ و زمان سقوط عیلام اختلاف در منابع وجود دارد. زمان این جنگ در سال ۶۴۵ پیش از میلادی و ۶۳۶ پیش از میلادی ذکر شده‌است. پادشاه آشور که از نتایج جنگ‌های قبلی ناراضی بود، باز در پی بهانه برای جنگ با عیلام گردید و با این مقصود تام ماری تو را به عیلام فرستاده از خوم بان کالداش استرداد کلدانیان مزبور و تندیس نانای را مطالبه کرد. پادشاه عیلام دید قبول کردن این تکالیف با مرگ او مساوی است، بنابراین تصمیم گرفت که مقاومت کند و آشوریان قشون قوی خود را به طرف عیلام حرکت داده وارد شوش شدند و در این شهر آنچه توانستند، کردند. خزانهٔ پادشاهان عیلامی که از غنایم جنگ‌های سابق آنها با سومر و اکد پر بود، به دست آشوریان افتاد همچنین طلا و نقره‌ای که بابل در موقع اتحاد به عیلام داده بود، با مجسمه‌ها و اشیاء نفیس معابد عیلامی و آنچه در خانه‌ها از ثروت و اشیاء قدیمی بود، به نینوا منتقل گردید. آشوریان به کشتار و غارت اکتفا نکرده، استخوان‌های پادشاهان و اشخاص نامی عیلام را از قبور بیرون آورده و به نینوا فرستادند و ۳۴ مجسمهٔ پادشاهان عیلام که از طلا و نقره و مرمر و غیره ساخته شده‌بود، جزو غنایم آشوری گردید. مجسمهٔ نانای که ۱۶۳۵ سال در عیلام بود، به دست پادشاه آشور افتاد و برای شهر ارخ پس فرستاده شد. آشوریان پس از کشتار و غارت شهرها اسرای بی‌شماری را چه از شوش و چه از شهرهائی که تسلیم بودند، به آشور بردند. مملکت عیلام پس از انقراض به صورتی درآمده‌بود که حزقیل یکی از پیامبران بنی اسرائیل از کثرت کشتار و غایت خرابی آن را به گورستان تشبیه کرده‌است.

## کشته شدن خوم بان کالداش
سالنامه‌های آشور بنی پال به ذکر این هشتمین لشکرکشی پرداخته‌اند، خوم بان کالداش پادشاه عیلام که پس از شکست تحت تعقیب مهاجمین بود، به شهری که امروزه هم به همان نام زمان آشوربنی پال ایدیدیه نامیده می‌شود و باقی‌ماندهٔ آن، با نام ده‌نو از بالای چغازنبیل به خوبی مشهود است، پناهنده می‌شود. احتمالاً او می‌اندیشیده که بخاطر رودی که مابین گسترده شده، دسترسی به او دشوار خواهد بود، ولی علی‌رغم باور وی، سپاه آشوری از این رود می‌گذرد و او دوباره متواری و تعقیب می‌شود. این تعقیب تا کوهسارانی که شاه عیلامی به آن پناه برده بود، با غارت و چپاول سربازان آشوری همراه بوده‌است. در کتیبه آمده‌است:

 ۱۴ شهر را به اضافهٔ قصبه‌های بیشمارشان در ۱۲ بخش عیلام فتح کردم، خانه‌های آنان را ویران کردم و به آتش سوزاندم و تبدیل به زباله و ویرانه کردم، تعداد غیرقابل شمارشی از جنگجویان آنان را کشتم.
خوم بان کالداش بعد از چندی به دست آشوریان افتاد. به دستور آشور بنی پال او و تام ماری تو را که هر دو پادشاه سابق عیلام بودند، به عرابه بسته شدند و ارابه را تا معبد آشور کشیدند.